# Перегони Аліси на повітряній кулі
«Перегони Аліси на повітряній кулі» (англ. Alice's Balloon Race) — американський анімаційний короткометражний  фільм із серії «Комедії Аліси», що вийшов у 1926 році.

## Синопсис
Фільм починається з показу афіші, на якій написано про перегони на повітряній кулі з призом 10 тисяч доларів переможцю.
Біля паркану грає оркестр. Шумлять глядачі.
Гармата вистрілює, але ядро випадає з неї. Після перезарядження воно перебиває канати, що утримують повітряні кулі. Дві з них відлітають, одна залишається, а повітряну кулю з Алісою Юлій штовхає в повітрі.
Під час польоту собака штовхає кошик ведмедя. Піт відштовхує кулю собаки, але той не припиняє своїх дій. Ведмідь пробиває кулю собаки, і та падає. Піт тріумфує.
У цей час куля з Алісою на борту обганяє ведмедя. Той згортає свою кулю та оббігає Юлія і виявляється попереду. Розгортає свою кулю, а Алісину нахиляє вниз, щоб та впала на землю. Після падіння Юлій намагається запустити її. Але всі спроби невдалі. Під час розмови з Алісою Юлій бачить бегемота.
Бегемот палить та бавиться з люлькою. То впускає цівку диму назад у чашу люльки, то робить кільце. Плює на землю, а не в плювальницю. Вона підбігає на це місце. Другий плювок не долітає до плювальниці. Вона підбігає до бегемота і показує, що потрібно плювати в неї. Після чого бегемот плює через кільце диму в плювальницю. Юлій і Аліса аплодують.
Кота відвідує ідея. Він витягує з тулуба двоколісну тачку і везе її до бегемота. Підійшовши до нього, Юлій вітається з ним і щось говорить. Той погоджується. Юлій привозить бегемота до повітряної кулі з Алісою. Дівчинка радіє. Потім Юлій дістає баночку з перцем і зловіще сміється. Після чого перетворює власний хвіст у величезну букву Г, завдяки чому виявляється над бегемотом і сипить з баночки йому на ніс перцю. Бегемот готується чхнути. Кіт застрибує в кошик до Аліси. У цей час бегемот чхає і повітряна куля злітає, але з кошика випадає Юлій. Він кричить Алісі та біжить навздогін за кулею. Здивована дівчинка виглядає з кошика. Угледівши Юлія, вона спускає мотузяну драбину, по якій спітнілий кіт починає підійматися до повітряної кулі. Але сходи не закріплені у кошику і драбина падає на землю. Юлій продовжує підійматися по повітрю без сходів. Він зупиняється, щоб витерти піт, а потім продовжує рух і тільки після цього кіт зауважує, що він у повітрі без сходів. Намагається побачити й зрозуміти, куди пропали сходи, але падає і розбивається об землю на друзки. Вони збираються в Юлія і кіт біжить за повітряною кулею. Під час бігу спотикається об камінь, проїжджає носом по землі, вдаряється об інший камінь, підіймається і продовжує бігти. Дістає мотузку і кидає її на кошик кулі. Перекинувшись через строп, мотузка спускається до Юлія. Кіт прив'язує один кінець мотузки до свого хвоста, а по іншому підіймається вгору і забирається в кошик.
У цей час повітряна куля потрапляє в грозову хмару. Спалахує блискавка, кулю починає кидати зі сторони в сторону і вона відривається від кошика. Куля і кошик продовжують політ окремо. Юлій вилізає з кошика і заштовхує його під кулю та з'єднує їх. Розряд блискавки намагається розділити кошик з кулею. Але це не вдається. Потім блискавка у вигляді штопора б'є по кулі й пробиває її наскрізь. Куля з кошиком починає падати. Юлій випадає з кошика і падає вниз. При польоті у кота з хвоста з'являється парашут.
Оболонка повітряної кулі, що димить, і Аліса приземлюється. Три птахи грають на саксофонах. Поруч біжить такса, і Юлій, що падає, хапається за її вуха. Такса зупиняється і здивовано дивиться на кота, що опинився на її спині. З'являються два знаки питання, які Юлій перетворює на повітряні кулі й прив'язує одну з них до шиї такси, а іншу — до її хвоста. Кулі підіймають у повітря таксу, на спині якої стоїть Юлій. Кіт намагається керувати цією конструкцією, але це спочатку не вдається. Відірвавши від себе хвіст, Юлій перетворює його в пару весел і починає гребти в повітрі. Завдяки чому такса рухається вперед. Через деякий час на її спині з'являється прогин і Юлій сповзає в нього. Всі намагання позбавитися прогину марні. Врешті-решт спина розривається навпіл і Юлій летить до землі.
Приземлення відбувається на живіт слона, а з нього — на їжака. Останній свариться на Юлія та йде. Кіт витягає помпу, під'єднує її до хобота і починає накачувати слона. Слон здіймається у повітря, Юлій чіпляє козуб на хобот, сідає в нього і злітає. Але швидкість польоту не влаштовує кота. Поруч пролітає птах. Його хапає за хвіст Юлій і швидкість збільшується. Таким чином кіт наздоганяє повітряну кулю з ведмедем. Це розлючує Піта. Але розряд блискавки в руку кота змушує Юлія випустити хвіст птаха. Ведмідь намагається дістати кота, але це йому не вдається. Юлій залазить на слона і дражнить Піта. Куля з ведмедем спливає, Юлій не знає, як наздогнати її.
У цей час з'являється хмара, з якої починає йти дощ на голову Юлія. Спочатку це засмучує кота, але потім знаходиться рішення. Він робить зі свого хвоста парасольку і стоїть задоволений під дощем. Але з хмари з'являється рука і зриває з парасольки купол. Юлій відламує частину стрижня та затикає ним дірку у хмарі. Дощ закінчується. Юлій відштовхує від себе хмару, а залишок стриженя від парасольки проковтує. Хвіст з'являється з голови та повертається на відірване місце. Юлій зручно влаштовується на кулі, але зненацька блискавка починає бити по коту. Вона збиває його з кулі та продовжує атакувати у повітрі. Юлій намагається позбутися блискавки, погрожує кулаком, але все марно. Розлючений кіт загинає вістря блискавки й отримує полоз санок. Задоволений Юлій заплигує на нього, розвертається та продовжує перегони. Побачивши свою кулю-слона, він переплигує на неї. Ведмідь бачить Юлія і репетує. Кіт хапає блискавку та кидає її у кулю Піта. Оболонка починає горіти й лопається, і ведмідь падає. Юлій сміється, але черговий удар блискавки пробиває кулю кота, і той теж падає на землю.
У цей час Аліса нервово крокує по землі. Раптом її накриває пошкоджена повітряна куля з Пітом на борту. Аліса з ведмедем вибираються з-під неї та здивовано дивляться один на одного.
У цей час на Піта падає повітряна куля з Юлієм. Кіт плигає до Аліси, ведмідь вилазить з-під оболонки й бачить Юлія. Він розлючується і кидається на Алісу та Юлія — своїх суперників з перегонів. Дівчинка разом з котом тікають від ведмедя. Піт намагається їх наздогнати. Кінець.

## Головні персонажі
- Аліса
- Юлій
- Піт

## Інформаційні дані
- Аніматори[2]:
  - Аб Айверкс
  - Роллін Гамільтон[en]
  - Рудольф Ізінг[en]
  - Г'ю Гарман[en]
  - Терстон Гарпер
- Оператор[2]:
  - Рудольф Ізінг[en]
- Живі актори[2]:
  - Маргі Ґей[fr]
- Тип анімації: об'єднання реальної дії та стандартної анімації
- Виробничий код: ACL-17[3][4]